# Paraphoides
Paraphoides là một chi bướm đêm thuộc họ Geometridae.